# KAC LAMG
Knight's Armament Company Light Assault Machine Gun (LAMG) — система ручных пулемётов, разработанная Юджином Стоунером и производимая компанией Knight's Armament Company (KAC). Ранее он был известен как Knight's Armament Company LMG. Это текущая эволюция концепции ручного пулемета Stoner 63.

## Разработка
История KAC LAMG восходит к модели Stoner 63, разработанной Юджином Стоунером. Stoner 63 был лёгким пулемётом с широкими возможностями модификаций, который активно использовался спецназом США во время войны во Вьетнаме. Хотя Stoner 63 высоко ценился подразделениями специального назначения, для правильной работы ему требовалось тщательное обслуживание, из-за чего он не был принят на вооружение стандартных пехотных частей армии США.
В 1971 году Юджин Стоунер основал оружейную компанию ARES Incorporated. В 1986 году Стоунер и ARES представили ARES LMG-1 (он же Stoner 86). LMG-1 был концепцией Стоунера для автоматического оружия отделения (Squad Automatic Weapon или сокращённо SAW). Как и Stoner 63, LMG-1 был очень лёгким, всего 5,47 кг. Он также мог принимать как пулемётные ленты, так и магазины STANAG. Несмотря на свои достоинства, LMG-1 так и не был принят на вооружение армии, проиграв FN Minimi, который станет предпочтительным ручным пулеметом для многих вооружённых сил по всему миру, включая вооружённые силы Соединённых Штатов где был принят на вооружение под обозначением M249. Юджин Стоунер покинул ARES Inc. в 1989 году.
В 1990 году Юджин Стоунер объединился с Ридом Найтом-младшим и его компанией Knight's Armament Company (KAC). Они создали много новаторских продуктов, в том числе снайперскую винтовку SR-25. В 1996 году Стоунер и KAC разработали KAC Stoner LMG (Stoner 96). В отличие от Stoner 63 и LMG-1, Stoner 96 был исключительно оружием с ленточным питанием. Stoner 96 LMG был очень легким, чуть чуть меньше 4,5 кг.
После смерти Юджина Стоунера в 1997 году компания Knight's Armament Company решила ещё больше улучшить его конструкцию. В 2017 году компания Knight's Armament Company представила семейство пулеметов LMG/LAMG. LMG использует патрон 5,56 × 45 мм НАТО, а LAMG (теперь называемый AMG) — патрон 7,62 × 51 мм НАТО. Многие функции платформы не похожи ни на один другой ручной пулемёт, доступный в настоящее время. LAMG и AMG весят 5,1 кг и 6,3 кг соответственно. В конструкции Knight's Armament реализована система постоянной отдачи, изначально применявшейся в пулемёте Ultimax 100, что привело к тому, что пулемёт стало чрезвычайно управляемым, а отдача стала очень незначительной. KAC внедрила обвесы от компании Magpul для улучшения эргономики. LAMG и AMG также могут быть оснащены глушителями.
В настоящее время военных пользователей системы KAC LAMG/AMG немного. Тем не менее, в оружейной промышленности он высоко ценится как последняя эволюция ручного пулемёта. Однако, недавно всплыли фотографии где KAC LAMG был замечен в руках солдат Командования специальных операций Армии США.

## Конструкция
LAMG является лёгким, но надёжным ручным пулемётом с открытым затвором, ленточным питанием, газовым поршнем и воздушным охлаждением, в котором используется система постоянной отдачи, используемая в других пулеметах, таких как Ultimax 100, разработанный участником программы Stoner 63 Джеймсом Салливаном. В данной системе группа затворной рамы полностью замедляется возвратной пружиной перед ударом о корпус, чтобы минимизировать ощутимую отдачу и улучшить управляемость. По этой причине у KAC LAMG отсутствует буфер затвора.
Механизм подачи ленты — рычажный, чем-то напоминающий пулемёты vz. 52 и ПКМ, но с необычным открытым рычагом, шарнирно закрепленным сбоку ствольной коробки и раскачивающимся горизонтально, а не вертикально. Верхняя крышка над лотком подачи патронов очень короткая, для обеспечения более быстрой перезарядки и установки на крышку ствольной коробки планки Пикатинни для крепления оптических прицелов. KAC LMG чрезвычайно точен благодаря надёжному креплению «быстросменного» кованого хромированного ствола.

## Варианты

### ARES LMG-1
Представлен в 1986 году. Разработан Юджином Стоунером и произведен компанией ARES Inc. Имеет приёмник винтовочных магазинов STANAG, пистолетную рукоятку от винтовки M16A2 и фиксированный трубчатый приклад.

### KAC Stoner LMG
Представлен в 1996 году. Разработан совместно Юджином Стоунером и Ридом Найтом-младшим. Производится компанией Knight’s Armament Company (KAC). Упрощенная версия ARES LMG-1, без приёмника винтовочных магазинов. Имеет укороченный ствол и выдвижной приклад на подобии того что стоит у варианта карабина M4 для ближнего боя (CQB) и планки Пикатинни для установки прицелов/рукояток/сошек и т.д.

### KAC ChainSAW
ChainSAW был разработан в 2008 году для проверки новой эргономичной конструкции ручных пулеметов. ChainSAW была разработана для стрельбы только от бедра, с ручкой наверху для удержания пулемёта, что означает, что пользователь будет владеть ChainSAW, как если бы он использовал настоящую бензопилу. Поскольку ChainSAW предназначен для стрельбы от бедра, вместе с ним были разработаны различные средства наведения, чтобы улучшить прицеливание и точность, хотя KAC признаёт, что необходимо будет проделать дополнительную работу над средствами наведения, прежде чем ChainSAW сможет быть произведена и эффективно использована.

### KAC LAMG и AMG
Представлен в 2017 году в двух вариантах: LAMG под 5,56 × 45 мм НАТО, и AMG под 7,62 × 51 мм НАТО. Обе версии оснащены полимерными пистолетными рукоятками и прикладом от Magpul. Изготовлены в основном из алюминия и могут быть оснащены глушителями KAC QDC. Вариант AMG может быть сконфигурирован для стрельбы патронами 6,5 Creedmoor, а также .260 Remington, 6,8 PCP Ammunition или патронами .277 True Velocity с полимерной гильзой.

## Операторы
- США: Командование специальных операций Армии США[5]